# Giro di Lombardia 1930

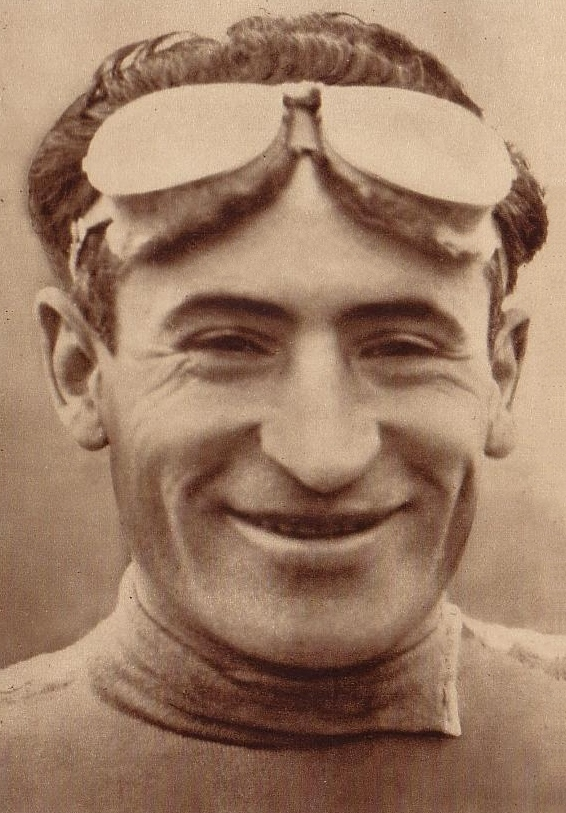
Domenico Piemontesi

Il Giro di Lombardia 1930, ventiseiesima edizione della corsa, fu disputata il 26 ottobre 1930, su un percorso totale di 234 km. Fu vinta da Domenico Piemontesi che in seguito venne squalificato per irregolarità nella volata finale e la vittoria andò allora all'italiano Michele Mara, giunto al traguardo con il tempo di 7h40'00", alla media di 30,913 km/h, precedendo i connazionali Alfredo Binda e Learco Guerra.
Presero il via da Milano 124 ciclisti e 46 di essi portarono a termine la gara.

## Ordine d'arrivo (Top 10)
| Pos. | Corridore                  | Squadra                    | Tempo                      |
| ---- | -------------------------- | -------------------------- | -------------------------- |
| 1    | Michele Mara               | Bianchi-Pirelli            | 7h40'00"                   |
| 2    | Alfredo Binda              | Legnano-Pirelli            | s.t.                       |
| 3    | Learco Guerra              | Maino-Clement              | s.t.                       |
| 4    | Domenico Piemontesi        | Bianchi-Pirelli            | s.t.                       |
| 5    | Guglielmo Marin            | -                          | s.t.                       |
| 6    | Renato Scorticati          | -                          | s.t.                       |
| 7    | Alfredo Bovet              | Bianchi-Pirelli            | s.t.                       |
| 8    | 11 ciclisti a s.t. ex æquo | 11 ciclisti a s.t. ex æquo | 11 ciclisti a s.t. ex æquo |